# Catherine Schwartz
Catherine Michelle Schwartz (Cat som smeknamn), född 27 maj 1977 är en amerikansk TV-personlighet som bland annat har arbetat för TechTV i programmet Call for Help med Leo Laporte och senare Chris Pirillo.

## Tidiga år
Schwartz studerade Broadcast Communication Arts and Sociology på San Francisco State University.